# Der Gevatter
Der Gevatter (neapolitanisches Original: Lo compare) ist ein Schwank (vgl. AaTh 1358). Er steht in Giambattista Basiles Sammlung Pentameron als zehnte Erzählung des zweiten Tages (II,10).

## Inhalt
Ein geiziger Reicher leidet unter einem Bekannten, der sich ständig zum Essen einlädt. Als er von dessen Abreise hört, bereitet er mit seiner Frau ein Festmahl. Da steht der wieder vor der Tür, hat durchs Schlüsselloch geschaut und macht Andeutungen über das versteckte Essen. Der Hausherr beschimpft ihn, bis er davonschleicht.

## Bemerkungen
Die Übersetzung „Gevatter“ (compare) bedeutet wohl einfach Bekannter. Rudolf Schenda nennt als möglichen Vorläufer dieser Theater-Farce Francesco Petrarcas Familiarum Rerum, liber I, Nr. 10, 11 und vergleicht Giovanni Sercambis’ Novelle De bono facto. Vgl. in Grimms Märchen Das Bürle, Von dem Schneider, der bald reich wurde.